# Euplexia connexa
Euplexia connexa är en fjärilsart som beskrevs av W. Warren 1912. Euplexia connexa ingår i släktet Euplexia och familjen nattflyn. Inga underarter finns listade i Catalogue of Life.